# Råbelövs församling
Råbelövs församling var en församling  i Lunds stift i nuvarande Kristianstads kommun. Församlingen uppgick 1836 i Fjälkestads församling.

## Administrativ historik
Församlingen har medeltida ursprung. År 1614 utbröts en del till den då bildade Kristianstads församling. Församlingen uppgick 1836 i Fjälkestads församling.

## Kyrkor
- Råbelövs kyrka